# Млини мокрого самоподрібнення

Млини мокрого самоподрібнення типу «Каскад» (ММС) застосовуються у схемах переробки залізних, золотовмісних, мідномолібденових, алмазовмісних та інших руд замість конусних дробарок середнього і дрібного дроблення, стержневих і кульових млинів.

## Загальний опис
Млин мокрого самоподрібнення (рис.) складається з барабана 1 із торцевими кришками 3 і 8. Торцеві кришки мають пустотілі цапфи: завантажувальну 4 і розвантажувальну 12, за допомогою яких барабан опирається на корінні підшипники 5 і 11. Обертання барабану передається від електродвигуна через вінцеву шестерню 10, закріплену на розвантажувальній цапфі.
Корпус барабана складається з двох половин з'єднаних фланцями. До корпусу приєднані порожні цапфи 4 і 12. У цапфах розташовані завантажувальна і розвантажувальна втулки. Завантажувальна втулка має спіралі, призначені для прискорення подачі руди у млин, і спіральний пристрій для повернення у млин пульпи, що протікає скрізь ущільнення.
Вихідна руда завантажується у млин за допомогою завантажувального пристрою 6, який являє собою патрубок, що переміщується механічним привидом по рейках.
Футеровка барабана складається з броньових плит і ліфтерів 2, футеровка торцевих стінок складається з двох рядів плит. Кріплення плит здійснюється ліфтерами і болтами з потайними головками. Біля розвантажувального кінця млина установлена решітка 7. Щілини решітки мають ширину 20 мм і виконані з розширенням у бік розвантаження. Кріплення решіток здійснюється боковими ліфтерами і болтами. Як і у кульових млинів з решітками, в млинах типу ММС простір між решіткою 7 і торцевою кришкою 3 розділено радіальними перегородками — розвантажувальними ліфтерами на секторні камери відкриті у цапфу 12. Ці ліфтери відливаються разом з футеровочними плитами.
Наявність решітки і розвантажувальних ліфтерів дозволяє здійснити примусове розвантаження подрібненого продукту з млина і підтримувати у млині низький рівень пульпи. При обертанні млина ліфтери 12 діють, як елеваторне колесо: піднімають пульпу до рівня розвантажувальної цапфи 14, через яку вона видаляється з млина. Класифікація подрібненого матеріалу здійснюється на бутарі 9, яка закріплена на розвантажувальній цапфі. Рудна галька виділяється з млина через вікна у розвантажувальній решітці.
Млини мокрого самоподрібнення у залежності від типорозміру приводяться в рух одним або двома електродвигунами. Вінцева шестерня 10 змонтована на розвантажувальній цапфі .
Млини самоподрібнення добре працюють тільки при низькому рівні розвантаження. При високому рівні пульпи у млині помельні тіла-грудки при падінні втрачають силу удару у більшому ступені ніж кулі, які мають більшу густину. Продуктивність млина по розвантаженню залежить не тільки від площі живого перетину решітки, але й від ємності камер, створених радіальними перегородками (ліфтерами) за решіткою. Якщо камери малі, пульпа буде повертатись у млин і його пропускна здатність буде низькою.
В Україні, зокрема, експлуатуються: Млин мокрого самоподрібнення ММС-70-23; Млин мокрого самоподрібнення ММС-90-30А.

## Млин самоподрібнення ММС-70-23

Млин самоподрібнення ММС-70-23:
1 — завантажувальний пристрій; 2 — підшипник завантаження; 3 — цапфа завантажувальна; 4 — кришка барабана завантажувальна; 5 — обичайки барабана; 6 — кришка барабана розвантажувальна; 7 — цапфа розвантажувальна; 8 — підшипник розвантаження; 9 — вінець зубчатий; 10 — бутара; 11 — електродвигун.

Млин ММС-70-23 призначений для мокрого самоподрібнення руд чорних і кольорових металів.
Робота млина здійснюється при безперервній подачі в барабан руди і води. Матеріал, що потрапив у барабан, захоплюється ліфтерами і піднімається на певну висоту. Падаючи зверху, шматки матеріалу удаяються один об одного і об броню. При цьому відбувається постійне перемішування матеріалу, під час якого він подрібнюється шляхом розколювання, роздавлювання і стирання.
Подрібнений матеріал, крупність якого стає менше розміру щілини розвантажувальних ґраток, разом з водою проходить через щілини в порожнині підгратчастих футерувань і вивантажується з барабана млина.
Млин складається з наступних основних частин (рис.): барабан, підшипник опорний, підшипник опорно-упорний, завантажувальний пристрій, редуктор, установка приводної шестерні, кожух вінця, муфта пружна, кожух муфти, муфта зубчата, огорожа муфти, розводка трубопроводів на млині, станція рідкого мастила підшипників барабана, станція рідкого мастила редуктора головного привода, установка станцій густого мастила, установка гідропідпору підшипників барабана.
Максимальна крупність грудок матеріалу, що завантажується в млин, 400 мм.
Продуктивність млина 80-500 т/год.
Внутрішній діаметр барабана 7000 мм.
У залежності від замовлення з млином поставляються наступні пристосування й комплекти: пристосування для підйому барабана, привод допоміжний, бутара, спеціальні пристрої для механізації ремонту млина, гайковерт (на три млини), комплект монтажних деталей, комплект запасних частин, комплект спеціального інструменту, комплект електроустаткування головного приводу.